# Roxy (hudební skupina)
Roxy byla česká dívčí skupina (resp. popové duo). Byla založena v roce 2002. Členkami byly Soňa Votrubová a Petra Poláčková. Manažerem byl Jiří Riegert, podle kterého bylo záměrem skupiny tvořit taneční hudbu podobnou tvorbě ruského dua Tatu. Choreografem skupiny byl Jan Liška. Skupina měla v repertoáru např. remix písně „I.O.I.O.“ od americké chlapecké skupiny B3 (původně od Bee Gees) a dále písně od Jiřího Riegerta.
Skupina vydala pouze jeden singl s názvem „Báječnej den“. Plánované album mělo vyjít v roce 2003 u Warner Music a měla se na něm nacházet i taneční verze písně „Láska je láska“, což však autor skladby Ondřej Soukup nepovolil (ačkoli Soukup později přiznal, že sám de facto okopíroval Princeovu skladbu „Alphabet St.“). V roce 2003 dělala skupina Roxy předskokana skupině Scooter na jejím pražském koncertu.
Soňa Votrubová byla později členkou kapely Take Touch založené v roce 2008. Sólově dnes vystupuje pod jménem Sonia Edde. Pracuje také jako rozhlasová a televizní moderátorka (Rádio Jihlava, Rádio Kiss, Prima COOL). V roce 2020 pózovala pro magazín Playboy.